# Boronia fraseri
Boronia fraseri là một loài thực vật có hoa trong họ Cửu lý hương. Loài này được Hook. mô tả khoa học đầu tiên năm 1843.

## Hình ảnh

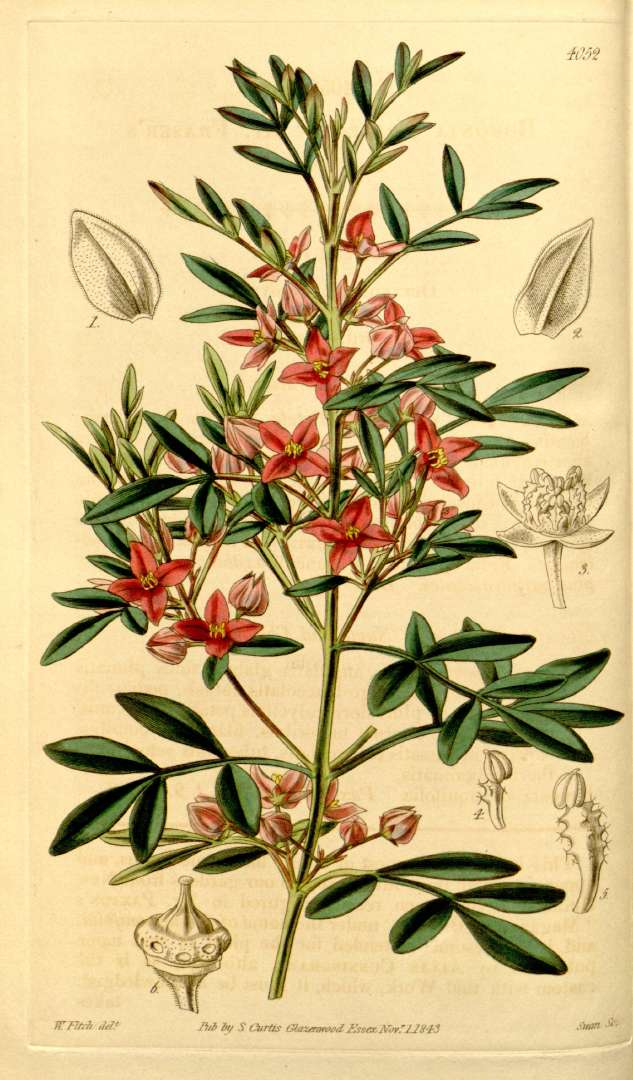